# Oberamt Saulgau

Karte der württembergischen Oberämter (Stand 1926)

Das Oberamt Saulgau war ein württembergischer Verwaltungsbezirk (auf beigefügter Karte #47), der 1934 in Kreis Saulgau umbenannt wurde und 1938 zusammen mit dem Großteil des Kreises Riedlingen im Landkreis Saulgau aufging. Allgemeine Informationen zu württembergischen Oberämtern siehe Oberamt (Württemberg).

## Geschichte
Das Oberamt wurde 1806 ausschließlich aus Gebieten gebildet, die mit dem Preßburger Friedensvertrag bzw. mit der Rheinbundakte unter württembergische Hoheit gekommen waren. Der von 1818 bis 1924 dem Donaukreis zugeordnete Bezirk grenzte an die württembergischen Oberämter Riedlingen, Waldsee und Ravensburg, das Großherzogtum Baden und das Fürstentum Hohenzollern-Sigmaringen (ab 1850 preußischer Regierungsbezirk Sigmaringen).

## Ehemalige Herrschaften

Oberamt Saulgau mit den früheren Herrschafts- und Ämtergrenzen (Stand 1813)
Legende

1813, nach Abschluss der Gebietsreform, setzte sich der Bezirk aus Bestandteilen zusammen, die im Jahr 1800 zu folgenden Herrschaften gehört hatten:
- Vorderösterreich
Unter österreichischer Landeshoheit standen
  - die Stadt Saulgau mit den zugehörigen Orten Moosheim, Bernhausen, Engenweiler, Nonnenweiler und Wilfertsweiler,
  - die Stadt Mengen mit Heudorf,
  - die Ämter Geigelbach und Schindelbach der Landvogtei Schwaben. Ein Teil des Amts Geigelbach (die spätere Gemeinde Boms) war an den Deutschen Orden verpfändet.
- Fürst von Thurn und Taxis
Zu den zur Grafschaft Friedberg-Scheer zusammengefassten, ehemals waldburgischen Gebieten zählten
  - Grafschaft Friedberg: Friedberg, Beizkofen, Bolstern, Bremen (teilweise), Eichen, Enzkofen, Fulgenstadt, Günzkofen, Haid, Herbertingen, Hohentengen, Jettkofen, Lampertsweiler, Mieterkingen, Ölkofen, Ursendorf, Völlkofen, Wolfartsweiler;
  - Herrschaft Scheer: Scheer, Blochingen, Ennetach, Bremen (teilweise).
- Grafschaft Königsegg-Aulendorf: Ebenweiler, Guggenhausen, Hoßkirch, Hüttenreute, Königseggwald mit Laubbach, Riedhausen.
- Deutscher Orden, Kommende Altshausen: Altshausen, Ebersbach, Eichstegen, Fleischwangen, Hochberg, Pfrungen.
- Reichsabtei Weingarten: Blönried, Unter- und Oberwaldhausen.
- Reichsabtei Schussenried: Allmannsweiler.
- Reichsstift Buchau: Bierstetten, Bondorf, Renhardsweiler, Steinbronnen.

(Schussenried und Buchau hatten Hoch- und Niedergericht inne, das Besteuerungsrecht lag jeweils bei Österreich.)

## Gemeinden
Folgende Gemeinden waren 1829 dem Oberamt unterstellt:
| Nr. | frühere Gemeinde | Einwohnerzahl 1829 | Einwohnerzahl 1829 | heutige Gemeinde  |
|     |                  | evang.             | kath.              |                   |
| --- | ---------------- | ------------------ | ------------------ | ----------------- |
| 1   | Saulgau          | 29                 | 2288               | Bad Saulgau       |
| 2   | Allmannsweiler   | –                  | 159                | Allmannsweiler    |
| 3   | Altshausen       | 1                  | 902                | Altshausen        |
| 4   | Beizkofen        | –                  | 460                | Hohentengen       |
| 5   | Bierstetten      | –                  | 186                | Bad Saulgau       |
| 6   | Blochingen       | –                  | 527                | Mengen            |
| 7   | Blönried         | –                  | 564                | Aulendorf         |
| 8   | Bolstern         | –                  | 359                | Bad Saulgau       |
| 9   | Boms             | 1                  | 369                | Boms              |
| 10  | Bondorf          | –                  | 183                | Bad Saulgau       |
| 11  | Bremen           | –                  | 242                | Hohentengen       |
| 12  | Ebenweiler       | –                  | 348                | Ebenweiler        |
| 13  | Ebersbach        | –                  | 416                | Ebersbach-Musbach |
| 14  | Eichen           | –                  | 147                | Hohentengen       |
| 15  | Eichstegen       | –                  | 308                | Eichstegen        |
| 16  | Ennetach         | –                  | 524                | Mengen            |
| 17  | Enzkofen         | –                  | 242                | Hohentengen       |
| 18  | Fleischwangen    | –                  | 203                | Fleischwangen     |
| 19  | Friedberg        | –                  | 325                | Bad Saulgau       |
| 20  | Fulgenstadt      | –                  | 404                | Bad Saulgau       |
| 21  | Geigelbach       | –                  | 407                | Ebersbach-Musbach |
| 22  | Günzkofen        | –                  | 303                | Hohentengen       |
| 23  | Guggenhausen     | –                  | 189                | Guggenhausen      |
| 24  | Haid             | –                  | 283                | Bad Saulgau       |
| 25  | Herbertingen     | –                  | 1171               | Herbertingen      |
| 26  | Heudorf          | –                  | 338                | Scheer            |
| 27  | Hochberg         | –                  | 217                | Bad Saulgau       |
| 28  | Hohen-Tengen     | –                  | 351                | Hohentengen       |
| 29  | Hoßkirch         | –                  | 356                | Hoßkirch          |
| 30  | Hüttenreute      | –                  | 157                | Hoßkirch          |
| 31  | Jetkofen 1       | –                  | 277                | Ostrach           |
| 32  | Königseckwald 2  | –                  | 551                | Königseggwald     |
| 33  | Lampertsweiler   | –                  | 201                | Bad Saulgau       |
| 34  | Mengen           | –                  | 2010               | Mengen            |
| 35  | Mieterkingen     | –                  | 128                | Herbertingen      |
| 36  | Moosheim         | –                  | 274                | Bad Saulgau       |
| 37  | Oelkofen         | –                  | 503                | Hohentengen       |
| 38  | Pfrungen         | –                  | 158                | Wilhelmsdorf      |
| 39  | Renhardsweiler   | –                  | 169                | Bad Saulgau       |
| 40  | Riedhausen       | –                  | 311                | Riedhausen        |
| 41  | Scheer           | 4                  | 910                | Scheer            |
| 42  | Schindelbach     | –                  | 415                | Aulendorf         |
| 43  | Steinbronnen     | –                  | 98                 | Bad Saulgau       |
| 44  | Unterwaldhausen  | –                  | 162                | Unterwaldhausen   |
| 45  | Ursendorf        | –                  | 425                | Hohentengen       |
| 46  | Völkofen 3       | –                  | 366                | Hohentengen       |
| 47  | Wolfartsweiler   | –                  | 274                | Bad Saulgau       |
|     | Summe            | 35                 | 20100              |                   |

heutige Schreibweise:

### Änderungen im Gemeindebestand seit 1813

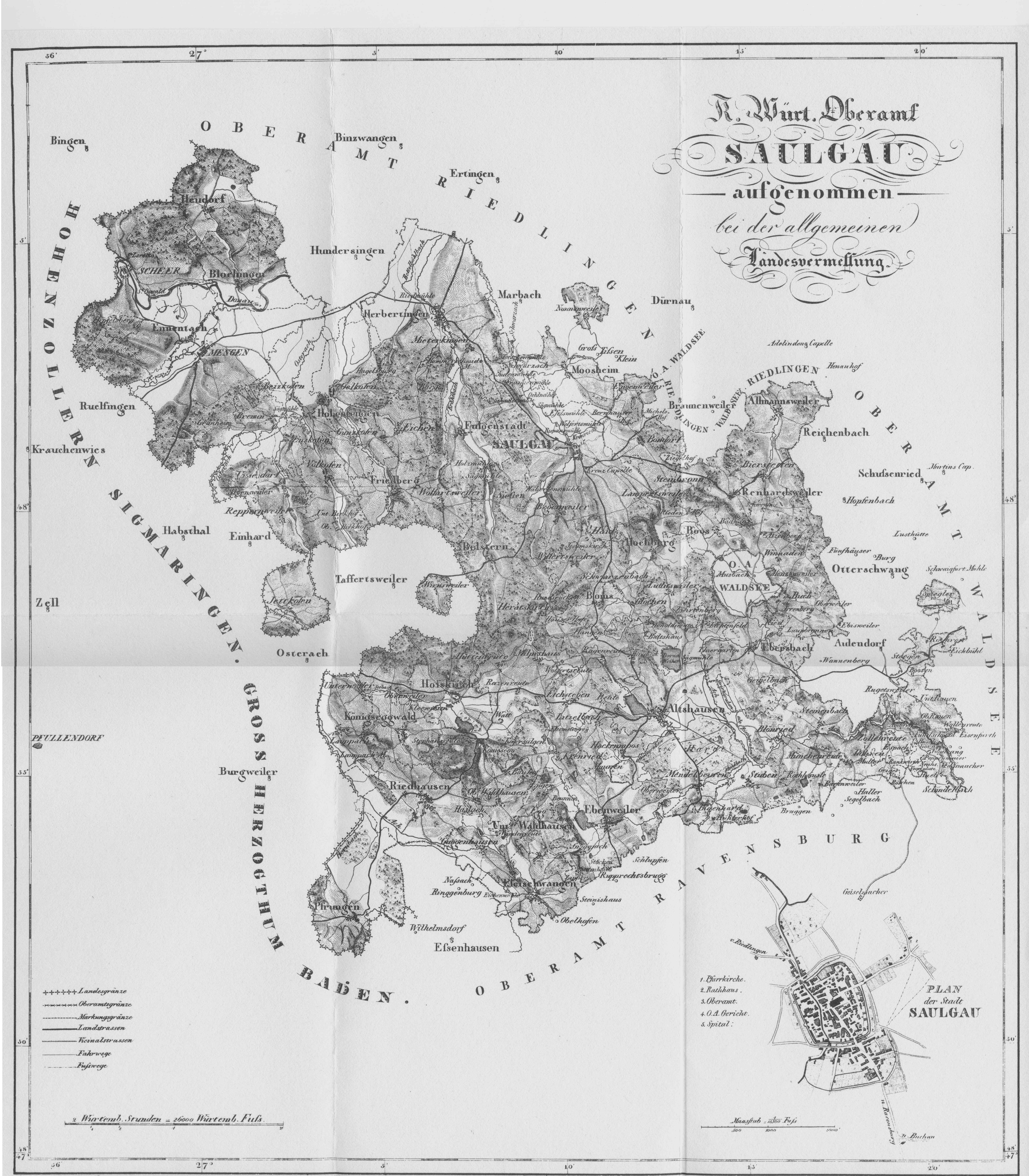
Karte aus der Beschreibung des Oberamts Saulgau von 1829

Gemeinden und Markungen um 1860

- 1829 wurde Steinbronnen nach Bierstetten eingemeindet.
- Um 1830 wurde Laubbach von Königseggwald getrennt und zur selbständigen Gemeinde erhoben.
- 1833 wurde Ingenhart von Boms nach Altshausen umgemeindet.
- 1842 kamen die Gemeinden Braunenweiler, Großtissen (beide vom Oberamt Riedlingen) und Reichenbach (vom Oberamt Waldsee) zum Oberamt Saulgau. Musbach, bisher Teil der Gemeinde Aulendorf (Oberamt Waldsee), wurde zur selbständigen Gemeinde erhoben und dem Oberamt Saulgau zugeteilt. Gleichzeitig wurde die Gemeinde Schindelbach dem Oberamt Waldsee zugewiesen, ebenso die Orte Ebisweiler und Laubbronnen, die von Geigelbach nach Aulendorf umgemeindet wurden.
- 1850 wurde Königsegg von Hoßkirch nach Guggenhausen umgemeindet. Außerdem wurden um 1850 die Domänen Arnetsreute, Lichtenfeld und Tiergarten nach Ebersbach eingegliedert.
- 1935 wurden Burgstock, Figels, Krumbach, Ober- und Untereggatsweiler von Reichenbach nach Braunenweiler umgemeindet.

### Amtsvorsteher
Die Oberamtmänner des Oberamts Saulgau ab 1807:
- 1807–1811: Friedrich Ferdinand Hofacker
- 1811–1811: Karl August Golther
- 1811–1817: Immanuel Heinrich Hauff
- 1817–1818: Johann Michael Diesch (Amtsverweser)
- 1818–1822: Immanuel Ferdinand Weihenmaier
- 1822–1847: Gottlieb Heinrich Schüllermann
- 1847–1850: Friedrich Heinrich Ernst Cunradi
- 1850–1863: Gottfried Höschle
- 1863–1864: Gustav Heinrich von Lamparter
- 1864–1867: Ludwig Rominger
- 1867–1892: Ludwig Philipp Elwert
- 1892–1896: Julius Pommer
- 1896–1924: Franz Plazidus Seifriz
- 1924–1934: Wilhelm Reich
- 1934–1936: Wilhelm Dittus (Amtsverweser)
- 1937–1938: Erich Behr (Amtsverweser)